# ProSieben Maxx
ProSiben Maxx je německá soukromá televizní stanice skupiny ProSiebenSat.1 Media. Vysílá od roku 2013. Stanice vysílá také pro Rakousko (ProSieben Maxx Austria) a pro Švýcarsko (ProSieben Maxx Schweiz). Průměrná sledovanost stanice v květnu 2018 činí 0,8%.

## Program
Program stanice je založen na zahraničních filmech, seriálech jako Chuck, Griffinovi, Futurama, Dům z karet, Ve jménu vlasti nebo Hvězdná brána. Vysílá také pořady pro děti

### Aktuální program

#### Zahraniční pořady
- Výjimeční (Alphas)
- Are You There, Chelsea? (Are You There, Chelsea?)
- Chuck (Chuck)
- Episodes (Episodes)
- Griffinovi (Family Guy)
- Hranice nemožného (Fringe)
- Futurama (Futurama)
- Hard Knocks (Hard Knocks)
- Helix (Helix)
- Ve jménu vlasti (Homeland)
- Dům z karet (House of Cards)
- It's Always Sunny in Philadelphia (It's Always Sunny in Philadelphia)
- Kung Fu (Kung Fu)
- Poslední chlap (Last Man Standing)
- Northern Exposure (Northern Exposure)
- Scrubs: Doktůrci (Scrubs)
- $h*! My Dad Says ($h*! My Dad Says)
- Hvězdná brána (Stargate SG-1)
- Terra Nova (Terra Nova)
- 4400 (The 4400)
- Poslední chlap na Zemi (The Last Man on Earth)
- The Pacific (The Pacific)
- The Shield (The Shield)
- Agresivní virus (The Strain)
- The Unit (The Unit)
- Dva a půl chlapa (Two and Half Men)
- Naruto (Naruto)